# Halichoeres zeylonicus
Halichoeres zeylonicus là một loài cá biển thuộc chi Halichoeres trong họ Cá bàng chài. Loài này được mô tả lần đầu tiên vào năm 1833.

## Từ nguyên
Từ định danh zeylonicus được đặt theo tên gọi của đảo quốc Ceylon, tức Sri Lanka, nơi mà mẫu định danh của loài cá này được thu thập.

## Phạm vi phân bố và môi trường sống
Từ Biển Đỏ và vùng biển phía nam bán đảo Ả Rập, H. zeylonicus được phân bố dọc theo bờ biển Đông Phi và Nam Phi, bao gồm Madagascar và hầu hết các đảo quốc trên khắp Ấn Độ Dương, trải dài đến bờ biển phía nam Ấn Độ, bờ tây Thái Lan và đảo Bali (Indonesia).
H. zeylonicus sống trên các rạn viền bờ, nơi có nền đáy cát và đá vụn ở độ sâu khoảng 10–85 m.
Halichoeres hartzfeldii, một loài thường bị xác định nhầm với H. zeylonicus và ngược lại, từng được cho là danh pháp đồng nghĩa hay phân loài của nhau do có kiểu hình rất giống nhau. Cả hai loài có sự trùng lặp phân bố ở đảo Bali. Đốm đen giữa thân của H. hartzfeldii đực nằm ngay dưới đường bên, và loài này còn có thêm những đốm đen nhỏ ở thân sau (ngay rìa trên của dải vàng cam).

## Mô tả

H. bimaculatus (= H. zeylonicus đực)

H. zeylonicus có chiều dài cơ thể lớn nhất được ghi nhận là 20 cm. Cá cái có màu hồng xám (trắng hơn ở bụng), chuyển dần thành màu xanh lục lam khi lớn lên. Thân có dải sọc màu vàng cam dọc đường bên từ mõm băng qua mắt, kết thúc bởi một đốm đen ở gốc vây đuôi. Dải sọc khác mờ hơn dọc theo lưng. Cả hai giới đều có đốm đen nhỏ ở gốc vây ngực. Cá đực trưởng thành có màu xanh lục lam và vẫn giữ lại dải sọc vàng cam như cá cái nhưng có thêm viền màu xanh ngọc lam. Giữa thân xuất hiện một đốm đen viền xanh lam nằm phía trên đường bên (dưới gai vây lưng thứ 8). Đầu có nhiều vệt đốm màu hồng tím. Trừ vây ngực trong suốt và vây bụng trắng, các vây còn lại màu hồng cam với nhiều sọc đốm màu xanh lam.
Số gai ở vây lưng: 9; Số tia vây ở vây lưng: 11–12; Số gai ở vây hậu môn: 3; Số tia vây ở vây hậu môn: 11; Số tia vây ở vây ngực: 13–15; Số gai ở vây bụng: 1; Số tia vây ở vây bụng: 5; Số vảy đường bên: 27.
Những mẫu vật của H. zeylonicus được thu thập tại khu vực Tây Nam Ấn Độ Dương có một điểm khác biệt nhỏ về kiểu hình so với quần thể ở Ấn Độ (đại diện cho quần thể phía bắc và đông): vây lưng của H. zeylonicus ở Tây Nam Ấn Độ Dương có màu sẫm đen, trong khi ở Ấn Độ, quần thể của chúng đều có vây lưng màu hồng cam/đỏ nhạt. Kiểu gen của quần thể tây nam không có sự khác biệt quá lớn so với toàn bộ quần thể còn lại nên không được xem là một quần thể loài hợp lệ.

## Phân loại học
H. zeylonicus tạo thành một nhóm phức hợp loài cùng với Halichoeres pelicieri, Halichoeres hartzfeldii, Halichoeres leptotaenia và Halichoeres gurrobyi. Cả 5 loài có chung kiểu dài sọc vàng giữa thân với đốm đen trên cuống đuôi ở cá cái (cá đực có thể có thêm viền xanh ở dải sọc này).

## Sinh thái học
Thức ăn của H. zeylonicus là các loài thủy sinh không xương sống. Chúng sống đơn độc hoặc có thể hợp thành một nhóm nhỏ, với một con đực đầu đàn cùng bầy cá cái nhỏ hơn trong hậu cung của nó.